# Agrypon tenuipligatum
Agrypon tenuipligatum là một loài tò vò trong họ Ichneumonidae.